# Maria van Utrecht

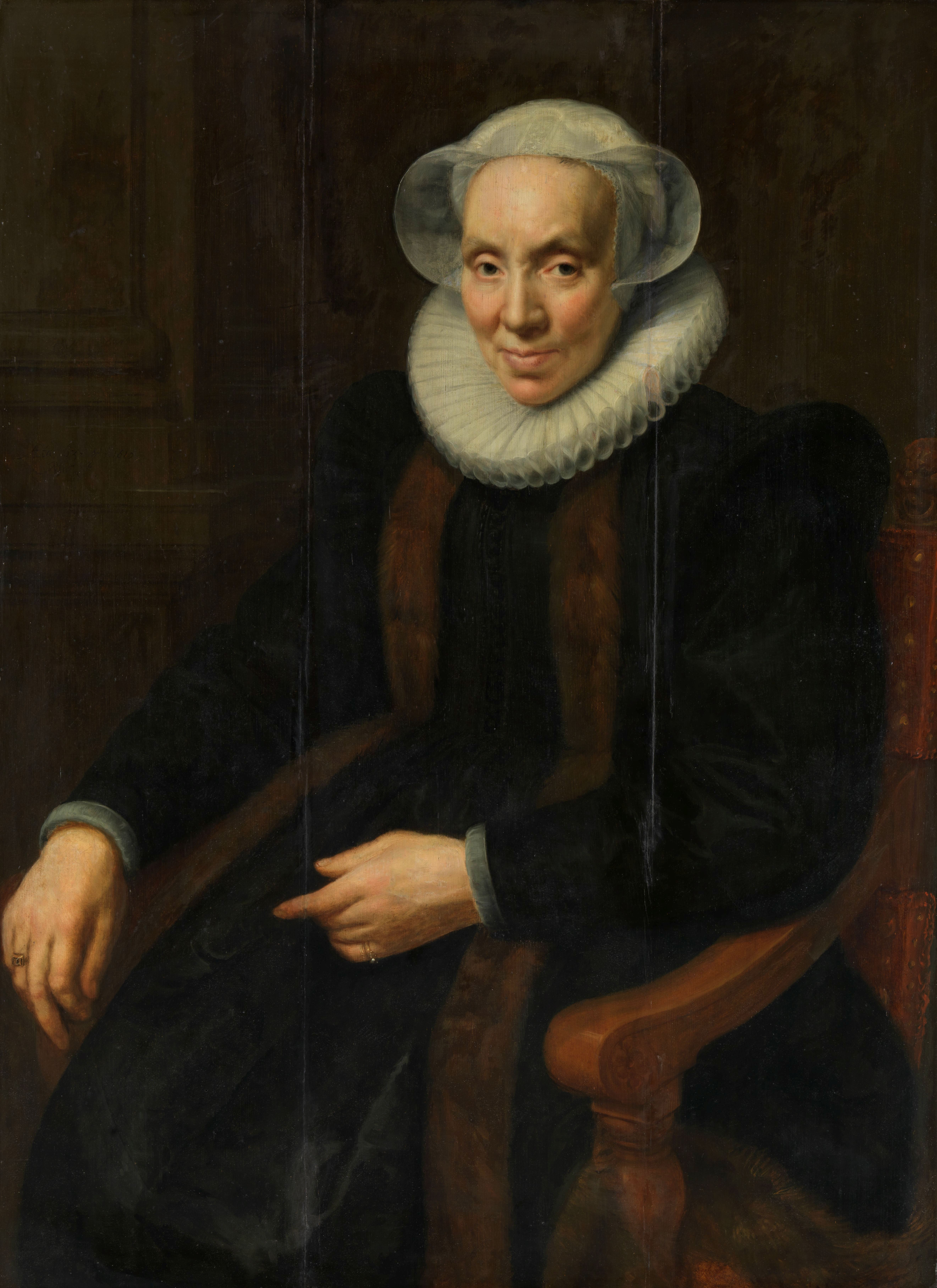
Maria van Utrecht door Paulus Moreelse (1615)

Maria van Utrecht (Rodenrijs(?), ca. 1549 - Amersfoort, 19 maart 1629) was de buitenechtelijke dochter van de ongehuwde Magdalena Jansdr van Utrecht.
Ze groeide op in Delft bij haar ongetrouwde ooms Jacob  en Paulus van Utrecht. Maria deed er het huishouden. Jacob was een vermogend Delfts regent. Hij was veertigraad en schepen van Delft en later dijkgraaf en hoogheemraad van Delfland. Hij wilde Maria tot universeel erfgenaam benoemen, maar daarvoor moest Maria door een vader erkend worden. Daarom belastte hij de jonge advocaat Johan van Oldebarnevelt, die toen ook op de Oude Delft woonde, met het vinden van de vader.  De Vlaardingse schuitvoerder Adriaan Willemsz Plas nam het vaderschap op zich. Mogelijk was hij ook de vader omdat in 1569 al een notariële verklaring was opgesteld waarin hij zegt de vader te zijn. Jacob van Utrecht stierf in 1575, en in hetzelfde jaar trouwden Maria en Johan van Oldenbarnevelt, waardoor Johan de beschikking kreeg over de erfenis. Johan trok na het huwelijk bij haar en haar oom Paulus in, totdat hij tot pensionaris van Rotterdam werd benoemd en het gezin in 1576 daarnaartoe verhuisde.
Uit het huwelijk kwamen vijf kinderen voort, twee dochters, Geertruid en Maria, en drie  zonen, Jan (stierf jong), Willem en Reinier. Geertruid trouwde met Reinout van Brederode, Maria met Cornelis van der Mijle.
Toen Johan van Oldenbarnevelt was gearresteerd deed Maria van Utrecht, geholpen door haar juridisch geschoolde schoonzonen, vruchteloze pogingen om de gevangenschap om te zetten naar huisarrest en om de rechtszaak van de speciale rechtbank van de Staten-Generaal over te dragen aan de Hollandse Staten. Ook daaropvolgende protesten tegen het ontbreken van een juiste verdediging, en verzoeken om haar man te mogen bezoeken werden door de rechtbank niet of negatief beantwoord. Johan van Oldenbarnevelt hield vol onschuldig te zijn en diende daarom geen gratieverzoek in, wat door zijn vrouw en kinderen werd gevolgd.
Na de executie van Johan van Oldenbarnevelt verzocht Maria om het lichaam te mogen begraven in de heerlijkheid Berkel, maar het lijk werd buiten de familie om begraven in of bij de kapel van het Hof van Holland. Maria raakte na de dood van Johan een groot deel van haar bezittingen kwijt omdat die door de Staten-Generaal in beslag werden genomen. 
De zonen van Johan beraamden uit wraak in 1623 een (mislukte) moordaanslag op Maurits. Willem kon vluchten, Reynier werd gearresteerd. Toen Maria een gratieverzoek indiende voor haar ter dood veroordeelde zoon zou Maurits haar gevraagd hebben waarom ze wel gratie vroeg voor haar zoon, en niet voor haar man. Daarop zou zij gezegd hebben: "Mijn man was onschuldig, mijn zoon niet."